# Паркин, Мик
Мик Паркин (англ. Mick Parkin; 2 октября 1995, Сандерленд, Тайн-энд-Уир, Англия) — английский боец смешанного стиля, выступает на профессиональном уровне начиная с 2019 года. Занимает 12 строчку официального рейтинга UFC в тяжелом весе.

## Карьера

### Ранняя карьера
Паркин достиг рекорда 5-0, выступая на региональной арене Великобритании, выиграв все пять боев техническим нокаутом.

### Dana White's Contender Series
Паркин был приглашен на 5 неделю 6-го сезона Dana White's Contender Series 23 августа 2022 года против непобежденного перспективного бойца Эдуардо Невеса. Он выиграл бой сабмишеном в первом раунде и получил контракт с UFC Даны Уайта.

### Ultimate Fighting Championship
Получив контракт, Паркин дебютировал на UFC Fight Night 224 против Джамала Погеса 22 июля 2023 года. Он выиграл бой единогласным решением судей.
В следующий раз Паркин встретится с Кайо Мачадо на турнире UFC Fight Night 232 18 ноября 2023 года. Он выиграл бой единогласным решением судей.
Затем Паркин должен был встретиться с победителем TUF 30 в тяжелом весе Мохаммедом Усманом на турнире UFC on ESPN 53 23 марта 2024 года. Паркин остался непобежденным, снова одержав победу единогласным решением судей.
Следующий бой Паркина состоялся против Люкаша Бржески на UFC 304 27 июля 2024 года. Он выиграл бой нокаутом в первом раунде, что стало его первой досрочной победой в UFC. Эта победа принесла ему бонус «Выступление вечера».
Паркин должен встретиться с Марчином Тыбурой на турнире UFC Fight Night: Эдвардс vs. Делла Маддалена 22 марта 2025 года.

## Статистика в смешанных единоборствах
| Боёв 11  | Побед 10 | Поражений 1 |
| -------- | -------- | ----------- |
| Нокаутом | 6        | 0           |
| Сдачей   | 1        | 0           |
| Решением | 3        | 1           |

| Результат | Рекорд | Соперник       | Способ                 | Турнир                               | Дата             | Раунд | Время | Место                  | Примечание               |
| --------- | ------ | -------------- | ---------------------- | ------------------------------------ | ---------------- | ----- | ----- | ---------------------- | ------------------------ |
| Поражение | 10-1   | Марчин Тыбура  | Единогласное решение   | UFC Fight Night: Эдвардс vs. Брэди   | 22 марта 2025    | 3     | 5:00  | Лондон, Англия         |                          |
| Победа    | 10–0   | Лукаш Бжески   | KO (удары)             | UFC 304                              | 27 июля 2024     | 1     | 3:23  | Манчестер, Англия      | «Выступление вечера» (1) |
| Победа    | 9–0    | Мохаммед Усман | Единогласное решение   | UFC on ESPN: Рибас vs. Намаюнас      | 23 марта 2024    | 3     | 5:00  | Лас-Вегас, Невада, США |                          |
| Победа    | 8–0    | Кайо Мачадо    | Единогласное решение   | UFC Fight Night: Аллен vs. Крейг     | 18 ноября 2023   | 3     | 5:00  | Лас-Вегас, Невада, США |                          |
| Победа    | 7–0    | Джамал Поугс   | Единогласное решение   | UFC Fight Night: Аспиналл vs. Тыбура | 22 июля 2023     | 3     | 5:00  | Лондон, Англия         |                          |
| Победа    | 6–0    | Эдуардо Невес  | Сдача (удушение сзади) | Dana White's Contender Series 51     | 23 августа 2022  | 1     | 1:57  | Лас-Вегас, Невада, США |                          |
| Победа    | 5–0    | Фатих Актас    | TKO (удары локтями)    | Rise and Conquer 10                  | 21 мая 2022      | 2     | 1:43  | Англия                 |                          |
| Победа    | 4–0    | Эшли Поллард   | TKO (удары)            | Rise and Conquer 9                   | 28 ноября 2021   | 2     | 3:43  | Сандерленд, Англия     |                          |
| Победа    | 3–0    | Эшли Поллард   | TKO (удары)            | Olympus FC: Revival                  | 26 сентября 2021 | 1     | 3:05  | Англия                 |                          |
| Победа    | 2–0    | Ян Лысак       | TKO (удары)            | Caged Steel 25                       | 10 апреля 2021   | 1     | 2:10  | Шеффилд, Англия        |                          |
| Победа    | 1–0    | Томас Вайчикас | TKO (удары локтями)    | Almighty FC 13                       | 6 июля 2019      | 1     | 0:18  | Йорк, Англия           | Дебют в тяжелом весе     |